# Eniergija Woroneż
Eniergija Woroneż (ros. Женский футбольный клуб «Энергия» Воронеж, Żenskij Futbolnyj Kłub "Eniergija" Woronież) – rosyjski kobiecy klub piłkarski z siedzibą w Woroneżu.

## Historia
Chronologia nazw:
- 1989—1999: Eniergija Woroneż (ros. «Энергия» Воронеж)
- 2000—2001: Eniergija XXI Wiek Woroneż (ros. «Энергия XXI Век» Воронеж)
- 2002—...: Eniergija Woroneż (ros. «Энергия» Воронеж)

Kobieca drużyna piłkarska Eniergija Woroneż została założona w mieście Woroneż w 1989. W 1990 klub debiutował w Pierwoj Lidze ZSRR, w której zajął 8. miejsce w 1 grupie. W następnym sezonie 1991 klub zajął 1. miejsce w 2 grupie. Również debiutował w rozgrywkach Pucharu ZSRR, w których doszedł do ćwierćfinału. W 1992 klub debiutował w Wysszej Lidze, w której zajął 6. miejsce. W 1993 zdobył pierwszy Puchar Rosji, a w 1995 pierwsze mistrzostwo. W sezonie 2003/04 klub startował w rozgrywkach Ligi Mistrzów, gdzie w ćwierćfinale przegrał z klubem Umeå IK 1:2, 1:2. W 2005 przez problemy finansowe klub zrezygnował z występów w Wysszej Lidze, występując w Pierwoj Lidze. W 2008 powróciła do najwyższej ligi, ale przegrała wszystkie mecze jednak pozostała w Wysszej Lidze.

## Sukcesy
- Ligi Mistrzów:

1/4 finału: 2003/04
II faza grupowa: 2004/05
- Wysszaja Liga:

mistrz: 1995, 1997, 1998, 2002, 2003
wicemistrz: 1994, 1996, 1999, 2000, 2001
3. miejsce: 2004
- Puchar Rosji:

zdobywca: 1993, 1995, 1996, 1997, 1999, 2000, 2001
finalista: 1994, 1998, 2003